# エリザベス・ジェーン・ガードナー
エリザベス・ジェーン・ガードナー（Elizabeth Jane Gardner、1837年10月4日 - 1922年1月28日）はアメリカ合衆国の画家である。パリで学び、1868年にアメリカ人女性画家として初めてサロン・ド・パリに入選した。

## 略歴
ニューハンプシャー州のエクセターに生まれた。女学校のラッセル・セミナリーで学んだ。ヨーロッパで絵画を学んだイモージェン・ロビンソン（Imogene Robinson:1828–1908）と知り合い、ロビンソンと母校などで絵画を教えた後、1864年にロビンソンと、絵画の修行のためにフランスに渡った。フランスではアカデミー・ジュリアンで、ユーグ・メルル（Hugues Merle:1822-1881）やジュール・ジョゼフ・ルフェーブル、ウィリアム・アドルフ・ブグローに学んだ。
サロン・ド・パリに出展する外国人画家となり、1872年に金賞を受賞した。師のブグローに傾倒し、ブクローの模倣者と言われても構わないと公言した。1896年に71歳になっていた師のブグローと結婚し、オー＝ド＝セーヌ県のサン＝クルーで暮らした。1905年にブグローが亡くなった後もフランスで活動し、サン＝クルーで没した。

## 作品
- (1884)
- (1895)
- (1905)